# Concentração inibitória mínima
Em microbiologia, a concentração inibitória mínima (CIM) é a mais baixa concentração de um produto químico responsável por limitar o crescimento visível de uma bactéria (ou seja, que tem atividade bacteriostática). Os valores de CIM determinados dependem do microorganismo, do alvo da infecção  e do antibiótico em uso . O conceito de MIC é distinto do de concentração bactericida mínima (MBC) que corresponde à concentração mínima de agente antimicrobiano que que resulta na morte bacteriana (ou seja, a concentração a partir da qual um agente é bactericida). Quanto mais próximos forem os valores destas duas variáveis, mais letal será o antibiótico .
O conceito de CIM é de elevada relevância em medicina uma vez que permite identificar a quantidade de agente antimicrobiano adequada a administrar aos pacientes, de acordo com a infecção a que estão  sujeitos. O primeiro passo na investigação e desenvolvimento de um diagnóstico adequado passa pela avaliação dos MIC de cada um dos antibióticos candidatos ao tratamento das fontes de infecção. As CIM são, geralmente, o ponto da maioria das avaliações pré-clínicas de novos agentes antimicrobianos.
A CIM de um agente antimicrobiano pode ser determinada através da preparação de soluções desse agente em concentrações crescentes, as quais são  posteriormente incubadas com lotes individualizados de bactérias cultivadas. A medição dos resultados e determinação dos CIM é efetuada por diluição em ágar ou micro-diluição em meio líquido, seguindo as diretrizes de organizações tais como CLSI, BSAC ou EUCAST (Comité Europeu de Testes de Susceptibilidade Antimicrobiana).

## História
Aquando da descoberta e comercialização de antibióticos, foi desenvolvida a técnica de micro-diluição em meio líquido. Esta técnica desenvolvida por Alexander Fleming e permite a determinação dos valores de CIM por observação da turbidez do meio líquido em que as bactérias crescem, na presença de várias concentrações de antibióticos . Mais tarde, na década de 80, estes métodos de determinação de CIM e as suas aplicações clínicas foram consolidados e padronizados pela CSLI. Dados os recentes desenvolvimentos nestas áreas de investigação tem implicado e o desenvolvimento contínuo de novos agentes antimicrobianos, organismos patogénicos e a evolução destes mesmos organismos, estes padrões são, eles mesmos, alvos de constantes atualizações . 